# Episodi di Chiami il mio agente! (quarta stagione)
La quarta stagione della serie televisiva Chiami il mio agente!, composta da sei episodi, è stata trasmessa in prima visione in Francia dal canale France 2 dal 21 ottobre al 4 novembre 2020. I primi due episodi della serie sono stati distribuiti in anteprima sul sito di France Télévisions il 16 ottobre 2020. In Italia è stata interamente pubblicata il 21 gennaio 2021 sulla piattaforma di streaming on demand Netflix.
| nº | Titolo originale | Titolo italiano | Prima TV Francia | Pubblicazione Italia |
| -- | ---------------- | --------------- | ---------------- | -------------------- |
| 1  | Charlotte        | Charlotte       | 21 ottobre 2020  | 21 gennaio 2021      |
| 2  | Franck           | Franck          | 21 ottobre 2020  | 21 gennaio 2021      |
| 3  | José             | José            | 28 novembre 2020 | 21 gennaio 2021      |
| 4  | Sandrine         | Sandrine        | 28 novembre 2020 | 21 gennaio 2021      |
| 5  | Sigourney        | Sigourney       | 4 novembre 2020  | 21 gennaio 2021      |
| 6  | Jean             | Jean            | 4 novembre 2020  | 21 gennaio 2021      |

## Charlotte
- Titolo originale: Charlotte
- Diretto da: Marc Fitoussi
- Scritto da: Victor Rodenbach, Vianney Lebasque, Jérôme Bruno, Edgard F. Grima, Marc Fitoussi

### Trama
- Guest star: Charlotte Gainsbourg, Mimie Mathy, Xavier Beauvois e Julie Gayet

## Franck
- Titolo originale: Franck
- Diretto da: Antoine Garceau
- Scritto da: Victor Rodenbach, Vianney Lebasque, Frédéric Rosset, Edgard F. Grima, Jérôme Bruno

### Trama
- Guest star: Franck Dubosc, Tony Parker, Nathalie Baye, Fabienne Pascaud

## José
- Titolo originale: José
- Diretto da: Antoine Garceau
- Scritto da: Victor Rodenbach, Vianney Lebasque, Judith Havas, Sabrina B. Karine

### Trama
- Guest star: José Garcia, Valérie Donzelli

## Sandrine
- Titolo originale:
- Diretto da: Marc Fitoussi
- Scritto da: Victor Rodenbach, Vianney Lebasque, Angela Soupe, Jérôme Bruno

### Trama
- Guest star: Sandrine Kiberlain, Muriel Robin, Valérie Donzelli, Marina Rollman, Mimie Mathy, Noémie de Lattre

## Sigourney
- Titolo originale: Sigourney
- Diretto da: Marc Fitoussi
- Scritto da: Victor Rodenbach, Vianney Lebasque, Cécile Ducrocq, Hélène Lombard, Jérôme Bruno

### Trama
- Guest star: Sigourney Weaver, Bernard Verley, Guillaume Gallienne, Rayane Bensetti

## Jean
- Titolo originale: Jean
- Diretto da: Antoine Garceau
- Scritto da: Nicolas Mercier

### Trama
- Guest star: Jean Reno